# 塞席爾國家植物園
塞舌尔国家植物园（英語：National Botanical Garden of Seychelles），又称維多利亞植物園（英語：Victoria Botanical Garden）、蒙弗勒里植物園（英語：Mont Fleuri Botanical Garden），是非洲国家塞舌尔的国立植物园，集中了该国独有的多种植物:883-884。
塞席爾國家植物園於1901年由毛里求斯农学家利瓦爾·迪蓬（Rivalz Dupont）创建。